# Inge Faldager
Inge Faldager (født 8. januar 1948) er en dansk atlet medlem af Hvidovre AM.

## Baggrund og karriere
Inge Faldager blev født på Middelfart Amtssygehus, hun er datter af driftsbestyrer Hans Faldager og hustru Inger Margrethe Kure, forældrene blev viet i Sankt Nicolai Kirke den 19. maj 1944.
Efter at have tilbragt de første 20 år af sit liv i fynske Middelfart flyttede Faldager i 1968 til København for at læse til ingeniør, og har siden da på skift repræsenteret SAGA, Aalborg FF, Greve IF og fra 2001 Hvidovre AM.
Faldager var med fra starten af indførelsen af hammerkast for kvinder, da Danmark som et af de første lande i verden tog hammerkast på som mesterskabsøvelse i 1988. Hun tog en sølvmedalje ved mesterskabets introduktion. Året vandt hun sit første DM og gentog dette yderligere tre gange i løbet af karrieren. Det er blevet til 13 DM-medaljer, hvoraf den sidste kom som 56-årig i 2004. Vægtkast var med en enkelt gang ved indendørs-DM, hvor det blev til en bronzemedalje med 11,77 meter. Det blev til to danske rekorder i hammerkast. På Hvidovre AMs kvindehold er det blevet til seks DM-bronzemedaljer og en sølvmedalje for hold..
Hun satte to danske rekorder i hammerkast 1991 med 44,22 og 44,38, men nåde dog aldrig landsholdsdeltagelse, da hammerkast først kom på det internationale program fem år efter hendes topniveau.

### Veteran karrieren
Som veteran har Faldager 21 verdensmesterskaber, heraf 12 alene i hammerkast, fire titler i kastefemkamp, tre i vægtkast og to i diskoskast. Der ud over yderligere 10 sølv og 8 bronze, i alt 39 VM-medaljer.
Hun har syv vundet World Master Games.
Hun har 23 veteran Europamesterskaber, heraf 10 i hammerkast, otte i kastefemkamp, fire i vægtkast og et i diskoskast. Der ud over yderligere seks sølv og syv bronze, i alt 36 EM-medaljer.
Der til 44 Nordiske Mesterskaber. Totalt er det blevet til 133 internationale veteran medaljer, heraf 95 af guld. Dertil 145 titler som dansk veteran mester.
2011 har hun to veteran verdensrekorder i hhv. kastefemkamp (2003 K55 4.625p) og i vægtkast (2008 K60 med 17,84m), fem veteran Europa-rekorder, to mesterskabsrekorder ved veteran EM og 37 danske veteran rekorder.

## Danske mesterskaber
- Bronze 2004 Hammerkast 38.33
- Bronze 2003 Hammerkast 42.05
- Sølv 2003 Vægtkast-inde 11.77
- Bronze 2001 Hammerkast 42.21
- Sølv 2000 Hammerkast 44.68
- Guld 1996 Hammerkast 44.36
- Sølv 1995 Hammerkast 43.90
- Sølv 1994 Hammerkast 42.66
- Sølv 1993 Hammerkast 43.70
- Guld 1992 Hammerkast 44.90
- Sølv 1991 Hammerkast 43.94
- Guld 1990 Hammerkast 39.32
- Guld 1989 Hammerkast 42.14
- Sølv 1988 Hammerkast 41.34